# Samanea guineensis
Samanea guineensis là một loài thực vật có hoa trong họ Đậu. Loài này được (G.C.C.Gilbert & Boutique) Bren miêu tả khoa học đầu tiên.